# Pelagalls
Pelagalls es una entidad de población española del municipio de Els Plans de Sió, perteneciente a la provincia de Lérida, en la comunidad autónoma de Cataluña.

## Toponimia
El lugar puede aparecer referido con las grafías «Pelagalls» y «Palagalls».

## Historia
Hacia mediados del siglo XIX, el lugar pertenecía al ayuntamiento de Pallargas. Aparece descrito en el duodécimo volumen del Diccionario geográfico-estadístico-histórico de España y sus posesiones de Ultramar de Pascual Madoz con las siguientes palabras:

PALAGALLS Y SISTERO: l. agregado al ayunt. de Pallargas en la prov. de Lérida (12 horas), part. jud. de Cervera (3), aud. terr. y c. g. de Barcelona (25), dióc. de Seo de Urgel (10): es cab. del distr. municipal, y comprende los pueblos de Monsonis y Cisteró: está sit. en un llano cerca del riach. Sio donde le combate el viento N.; clima sano. Consta de 16 casas inclusa la de ayunt., un cast. ant. propio del Sr. del pueblo, una balsa de cuyas aguas se utilizan los vec.; igl. parr. (San Estéban) de la que dependen los anejos de Cisteró, Golono y Queralt: el curato es de primer ascenso, y lo sirve un cura párroco llamado rector, de nombramiento del diocesano: inmediato á la igl. está el cementerio. Confina el térm. por N. con Pallargues; E. Concabella; S. Riudovelles, y O. Monroix, estendiéndose de N. á S. 1/2 leg. y 3/4 de E. á O.; hay dentro de él una ermita llamada de Ntra. Sra. de Vellvila. El terreno es de regular calidad, regado en una pequeña parte por las aguas del r. Sio. Los caminos son de herradura y buenos, dirigiendo á Cervera, Agramunt y Tárrega: recibe la correspondencia de la estafeta de Cervera. prod.: trigo, legumbres, y poco vino y aceite; cria ganado lanar y el vacuno para la labranza; y abundante caza de liebres, perdices y conejos. ind.: un molino harinero. pobl.: (V. el cuadro sinoptico del part. jud.).
(Madoz, 1847, p. 524)

En la actualidad, pertenece al municipio de Els Plans de Sió. En 2022, la entidad singular de población tenía empadronados veinticinco habitantes y el núcleo de población, los mismos.